# کویانوو (شهرستان بیرسکی، باشقیرستان)
کویانوو (انگلیسی: Koyanovo, Birsky District, Republic of Bashkortostan) یک شهرک در شهرستان بیرسکی باشقیرستان کشور روسیه است.